# Dumanaba
Dumanaba é uma comuna rural do sul do Mali da circunscrição de Sicasso e região de Sicasso. Segundo censo de 1998, havia 10 582 residentes, enquanto segundo o de 2009, havia 15 105. A comuna inclui 1 cidade e 7 vilas.

## História
O explorador francês René Caillié parou em Dumanaba em fevereiro de 1828 em sua jornada para Tombuctu. Estava viajando com uma caravana que transportava nozes de cola para Jené. Em seu livro Viagens através da Ásia Central para Tombuctu publicado em 1830, ele referiu-se ao que era então a vila de Tumané. Caillié se impressionou com a quantidade de produtos a venda no mercado e escreveu:
| “ | Fui ao mercado, que eu achei melhor do que aqueles das vilas através das quais eu antes passei. Estava sob uma espécie de cobertura que segurou a chuva em mal tempo. Estava muito bem suprido com todos os produtos do país. Eu inclusive mercadorias europeias e carne de açougueiro, como tecido, mosquetes, pólvora e bugigangas. | ” |

Em 1859, o fama Daulá Traoré (r. 1845–1860) do Reino de Quenedugu impõe cerco a Dumanaba, cujo chefe chama as aldeias insubordinadas de Ganadugu para ajudar. Ao chegarem, a maioria dos aldeões se espanta e decide não lutar e teria exclamado "Que bom matar-nos, eles dizem, não somos homens livres?". Isso levou a vila a capitular e a população foi quase inteiramente massacrada. Mulheres e crianças foram vendidas, com exceção de algumas moças enviadas a Bugula para serem distribuídas entre os membros da família Traoré.